# Baraawe
Baraawe (auch Brava oder Barawa geschrieben; andere Bezeichnung Mwiini) ist eine Stadt im Süden Somalias, in der Region Shabeellaha Hoose. Sie liegt an der Benadirküste am Indischen Ozean etwa 200 km südlich von Mogadischu.

## Bevölkerung und Kultur
Die alteingesessenen Bewohner von Baraawe, die Brawanesen (Bravanese), bilden eine eigene Volksgruppe im mehrheitlich von Somali bewohnten Somalia. Zu ihren Vorfahren zählen Araber, Portugiesen und andere. Sie sprechen einen Dialekt des Kiswahili, der Chimwiini oder ChiMwini genannt wird und Wörter aus dem Tunni, Maay und Standard-Somali enthält. Ihre eigene Bezeichnung für die Stadt ist Mwiini oder Nti ya Mbalazi. Viele Brawanesen beherrschen auch Somali. Viele flohen wegen des Bürgerkrieges in Somalia seit 1991.
Baraawe ist für seine Architektur und sein Handwerk bekannt. Die Architektur zeichnet sich durch breite Straßen zwischen den Häusern aus gebranntem Korallenkalk und relativ große Fenster aus. Zum Kunsthandwerk gehören alindi-Tuch, besondere Hüte (kofiya baraawi), die von Würdenträgern getragen wurden, traditionelle Sandalen, Schilde, Gürtel und Möbel. Gold- und Silberschmuck, metallene Betten, Tee- und Kaffeegefäße, Speere und Pfeile wurden hergestellt.
Als Handelsstadt verband Baraawe Karawanenrouten aus dem Landesinneren mit dem Indischen Ozean und pflegte Beziehungen zu verschiedenen Machthabern entlang der Handelswege. Über Baraawe wurden Vieh, Elfenbein, Gewürze, Ambra, Tierhäute und Sklaven gehandelt.

## Geschichte
Baraawe gehörte zu den frühesten Städten der Swahili-Kultur an der ostafrikanischen Küste. Der Sage nach wurde sie „um 900 von Arabern aus al-Hasa gegründet“. Verschiedene Volksgruppen wechselten sich in der Kontrolle über die Stadt ab und wurden zusammen mit Händlern aus verschiedenen Gebieten zu den Vorfahren der heutigen alteingesessenen Bevölkerung. Zuletzt sollen die Tunni die Jiidu nach Qoryooley verdrängt und eine Vereinbarung mit ihnen geschlossen haben, wonach die Jiidu westlich und die Tunni östlich des Shabelle siedeln und keine Niederlassung von Fremden dulden würden. Die Tunni sollen dann jedoch um das 10. Jahrhundert die Niederlassung muslimisch-arabischer Einwanderer (der Hatimi aus Jemen und der Amawi aus Syrien) zugelassen haben, und Baraawe wurde zur prosperierenden Handelsstadt und zu einem Zentrum des Islam. Al-Idrisi beschrieb den Ort im 12. Jahrhundert als arabisch-islamische „Insel“ an der Somali-Küste.
1506 wurde Baraawe bei einem portugiesischen Angriff zerstört und kam anschließend unter portugiesische Kontrolle. Später konnte es die portugiesische Herrschaft beenden. 1822 unterstellte sich die Stadt unter die Oberherrschaft des Sultanats Oman bzw. ab 1856 des Sultanats Sansibar. 1840 wurde die Stadt weitgehend niedergebrannt, als die streng religiösen Machthaber von Baardheere einen Zugang zum Meer zu sichern versuchten. Ende 1875 wurde die Stadt kurzzeitig von Ägypten besetzt. Ab Ende des 19. Jahrhunderts kam die Benadirküste unter die Kontrolle Italiens, obschon insbesondere der bedeutende Qadiriyya-Scheich Uways al-Barawi Widerstand gegen die Kolonialmacht leistete.
1903 waren nach einer Zählung des italienischen Journalisten und Anti-Sklaverei-Aktivisten Luigi Robecchi-Brichetti von den 3000 Einwohnern 830 Sklaven (vgl. dazu Somalische Bantu). Im Hinterland wurden Sklaven als Landarbeiter auf bewässertem Land eingesetzt. Es wurde insbesondere Baumwolle angebaut, die im Laufe des 19. Jahrhunderts die aus Indien importierte Baumwolle als Rohstoff für die einheimische Weberei ersetzte.
Die traditionsreiche Weberei verlor allerdings in Baraawe, aber auch in den anderen Städten an Bedeutung, weil sie durch Importe aus den USA, Großbritannien und Deutschland (später aus Indien und Japan) konkurrenziert wurde. Allgemein begann in der Kolonialzeit ein Niedergang, da die Stadt vernachlässigt wurde, während die Hafenanlagen in Mogadischu und Merka ausgebaut wurden. Die Vernachlässigung setzte sich auch im unabhängigen Somalia nach 1960 fort. Politisch war Baraawe eine Hochburg der Partei Hizbia Dastur Mustaqil al-Sumal, die vom Clan der Rahanweyn und verschiedenen Minderheiten in Südsomalia unterstützt wurde.
Unter Siad Barre wurden nach der Dürre von 1974–1975 Tausende ehemalige Nomaden im nahegelegenen Sablaale angesiedelt, wo weitgehend erfolglos versucht wurde, sie zu Bauern und Fischern umzuschulen. Durch diese Neuzuzüger veränderte sich der Charakter der Stadt. Zu Beginn des Bürgerkrieges wurde Baraawe Anfang 1991 durch Truppen Siad Barres auf ihrem Rückzug nach Süden geschädigt, und es folgten Plünderungen und Zerstörungen durch Truppen Mohammed Farah Aidids. Ein Großteil der militärisch schwachen alteingesessenen Bevölkerung verließ das Land. Die Brawanesen gelangten vor allem auf dem Seeweg in Flüchtlingslager im kenianischen Mombasa. Von dort aus wurden Mitte der 1990er Jahre Tausende in die USA und nach Großbritannien umgesiedelt.

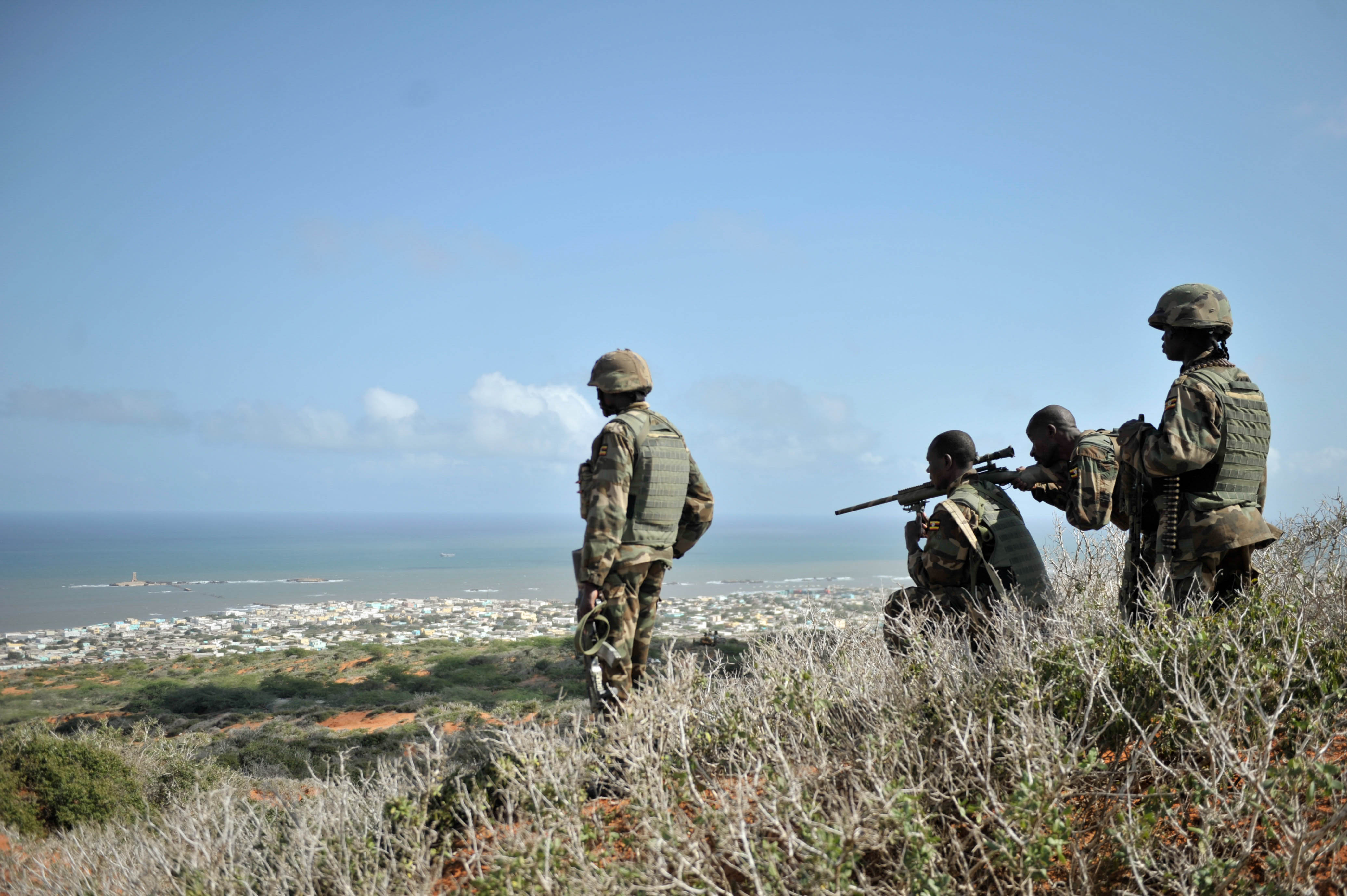
Truppen der Afrikanischen Union oberhalb von Baraawe 2014.

Baraawe war 2009 wie weite Teile Südsomalias unter Kontrolle radikaler Islamisten. Am 15. September dieses Jahres wurde bei einem US-Luftangriff in der Nähe der mutmaßliche Terrorist Saleh Ali Saleh Nabhan getötet.
In der Nacht vom 4. zum 5. Oktober 2013 attackierte die United States Naval Special Warfare Development Group einen Stützpunkt von al-Shabaab in Baraawe. Die Operation hatte einen ranghohen Shabaab-Anführer zum Ziel, der in Zusammenhang mit dem Überfall auf das Westgate-Einkaufszentrum stehen soll. Nach einem Feuergefecht zogen sich die Angreifer erfolglos zurück. Seit dem 5. Oktober 2014 wird der Ort wieder von Truppen der Zentralregierung und der  Afrikanischen Union kontrolliert.